# Сивогръд планински тукан
Сивогръд планински тукан (Andigena hypoglauca) е вид птица от семейство Туканови (Ramphastidae). Видът е почти застрашен от изчезване.

## Разпространение
Видът е разпространен в Еквадор, Колумбия и Перу.